# اسکار کول
اسکار کول (اسپانیایی: Óscar Coll‎; ۱ سپتامبر ۱۹۲۸ – ۲۰۰۰) بازیکن فوتبال اهل آرژانتین بود.

## باشگاهی
از باشگاه‌هایی که در آن بازی کرده‌است می‌توان به باشگاه فوتبال ریور پلاته، باشگاه ورزشی سن لورنسو آلماگرو، باشگاه فوتبال اسپانیول، و باشگاه فوتبال اونیورسیداد شیلی اشاره کرد.